# Јаранск
Јаранск (рус. Яранск) град је у Русији у Кировској области. Према попису становништва из 2010. у граду је живело 17253 становника.

## Становништво
| 1939. | 1959.  | 1970.  | 1979.  | 1989.  | 2002.  | 2010.  |
| ----- | ------ | ------ | ------ | ------ | ------ | ------ |
| 9.300 | 11.768 | 15.374 | 17.756 | 20.466 | 19.723 | 17.253 |